# Aanval op het fort van Medina

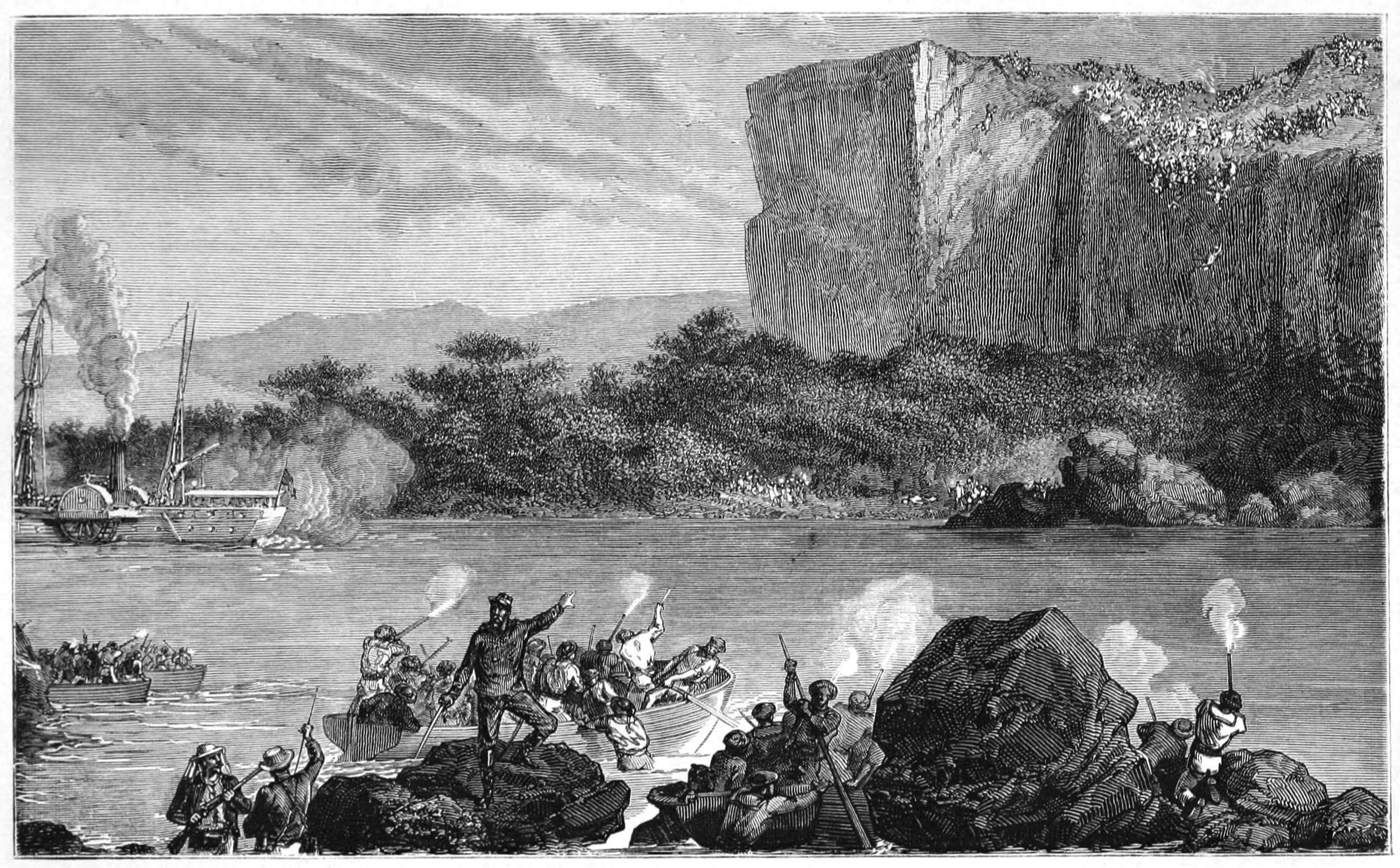
Aankomst van de troepenversterking per stoomboot tijdens de aanval op het fort van Medina.

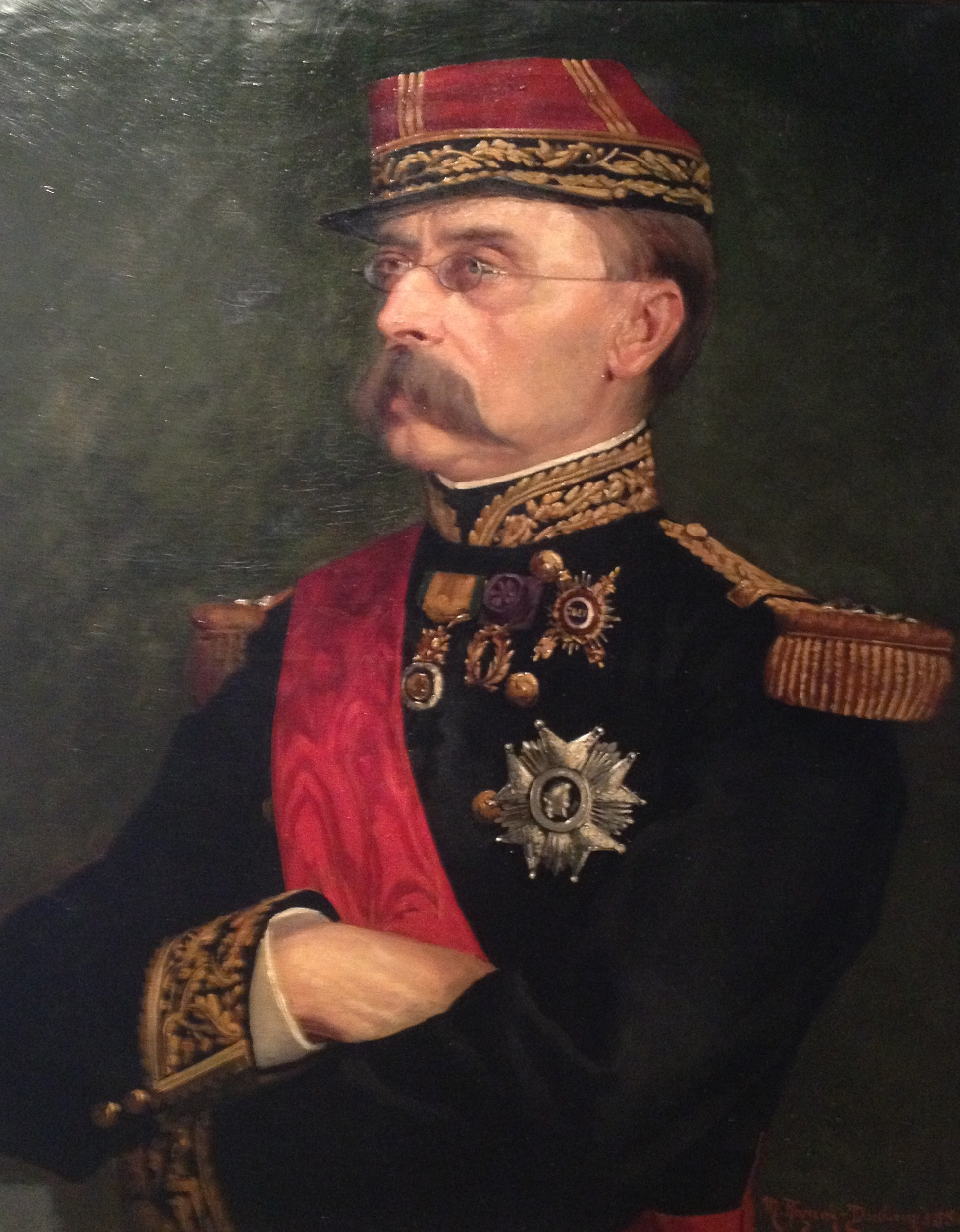
Louis Faidherbe.

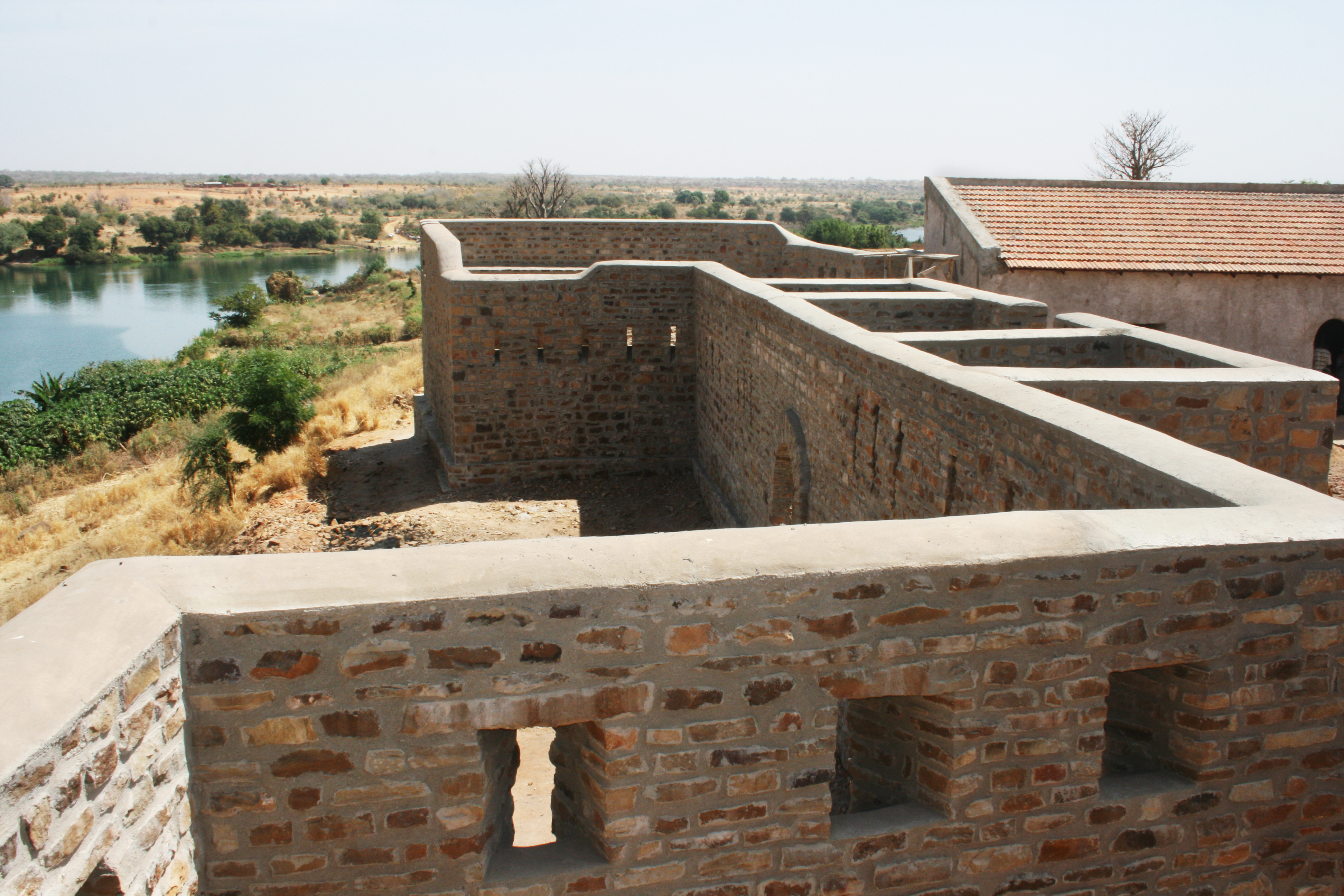
Het fort van Medina in 2009.

De aanval op het fort van Medina vond plaats op in Medina (Frans: Médine), nabij Kayes, in het hedendaagse Mali, in het voorjaar van 1857. De Franse troepen van Louis Faidherbe hadden aan de oevers van de Sénégalrivier in Medina een fort opgericht, maar werden aangevallen door de toucouleurse strijders van Oumar Tall. Na een langdurige belegering wisten de Fransen de aanval af te slaan.

## Aanleiding voor de aanval
Ten tijde van het Tweede Franse Keizerrijk had Frankrijk de ambitie om een koloniaal rijk uit te bouwen in West-Afrika, net zoals het Verenigd Koninkrijk kolonies stichtte in Afrika. In 1856 had het Franse Wetgevend Lichaam bovendien een eerste budget vrijgemaakt voor de aanleg van een spoorlijn tussen Dakar en de Nigerrivier, die de ruggengraat diende te worden van dit koloniale rijk. In het kader van deze koloniale expansie richtten de Franse soldaten verscheidene forten op en legde men tevens telegrafielijnen aan.
In dezelfde periode, sinds 1848, werd de naburige Mandinkabevolking aangevallen door de strijders van Oumar Tall. Vanwege diens snelle opmars kwam het reeds meermaals tot schermutselingen tussen zijn strijders en de Franse troepen.

## Verloop van de aanval
In april 1857 openden 20 000 tot 25 000 toucouleurstrijders de aanval op het Franse fort van Medina. Deze belegering duurde 97 dagen, wat op 18 juli 1857 leidde tot een voedseltekort binnenin het fort, waar zich ongeveer 7 000 Fransen en leden van lokale bevriende stammen bevonden. Bovendien dreigde ook de munitievoorraad uitgeput te geraken. Toen echter bereikte gouverneur-generaal Louis Faidherbe het fort per stoomboot over de Sénégalrivier met een troepenversterking, van 500 troepen, waarvan 100 blanken, die in staat was de aanval van de touclouleurstrijders afslaan.